# Cerci

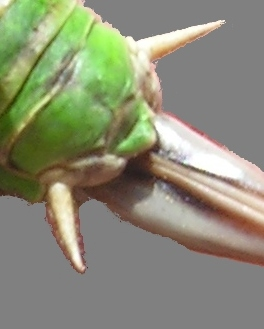
Cerci hos hopprätvinge.

Cerci, i singular cercus, även  kallade analspröt, är pariga utskott som sitter vid bakkroppsspetsen på insekter. Hos de flesta insekter är dessa utskott korta och syns knappt, men vissa insekter har långa och trådlika cerci. Hos tvestjärtar har dessa utskott ombildats till en tång. Till sitt ursprung tros cerci vara ombildade extremiteter. 